# 恰达耶夫卡
恰达耶夫卡（羅馬化：Chaadayevka）是俄罗斯奔萨州的市级镇，属戈罗季谢区，地处奔萨州东部，位于伏尔加河流域苏拉河畔，在区行政中心戈罗季谢东南、州府奔萨东方。镇内设有同名铁路车站。
该地2022年人口有6,682人；2010年人口7,599；2002年人口7,167；1989年人口8,755。